# Östra Lägnorna
Östra Lägnorna är skär i Åland (Finland). De ligger i den östra delen av landskapet, 50 km öster om huvudstaden Mariehamn.
Terrängen runt Östra Lägnorna är mycket platt. Runt Östra Lägnorna är det glesbefolkat, med 11 invånare per kvadratkilometer.. Närmaste större samhälle är Kökar, 14,0 km söder om Östra Lägnorna. 